# Hermínio de Brito
Hermínio Américo de Brito, genannt Britto (* 6. Mai 1914 in São Paulo; † unbekannt), war ein brasilianischer Fußballnationalspieler. Er spielte auf der Position eines Verteidigers.

## Karriere
Britto begann seine Laufbahn 1931 beim SC Corinthians aus São Paulo. Bis 1937 soll er hier 86 Spiele bestritten und ein Tor erzielt haben. Von 1937 bis 1940 war er für verschiedene Klub in Rio de Janeiro aktiv. Mit dem CR Flamengo gewann er 1939 die Staatsmeisterschaft von Rio de Janeiro. Von 1941 bis 45 lief er dann für den CA Independiente aus Argentinien auf.
Für die Fußballnationalmannschaft von Brasilien bestritt er drei Länderspiele bei der Campeonato Sudamericano 1937 sowie ein Länderspiel bei der Fußball-Weltmeisterschaft 1938.

## Erfolge
Nationalmannschaft
- Campeonato Sudamericano: Vizemeister 1937

CR Flamengo
- Staatsmeisterschaft von Rio de Janeiro: 1939